# Bill Skarsgård
Bill Istvan Günther Skarsgård (Vällingby, 1990. augusztus 9. –) svéd színész, producer, rendező, író, szinkronszínész és modell. 
Legismertebb alakításait az Az és a Beavatott-sorozat: A hűséges című filmekben, illetve a Hemlock Grove és a Castle Rock című televíziós sorozatokban nyújtotta.

## Élete és pályafutása
1990. augusztus 9-én született a svédországi Vällingbyben, Stellan Skarsgård színész és My Skarsgård orvos fiaként. Hét testvére van: Alexander, Gustaf, Valter (mind színészek), valamint Sam, Eija, Ossian és Kolbjörn. Ossian és Kolbjörn féltestvérek Stellan Skarsgård és Megan Everett újraházasodásából.
2011-ben Guldbagge-díjra jelölték Simon szerepéért a Simple Simon című filmben, és Young Artist Awardra a Csajvadászat című filmben nyújtott alakításáért. 21 évesen, 2012-ben elnyerte az Európai Filmakadémia Shooting Stars-díját. 2013-tól kezdve ő játszotta Roman Godfrey szerepét a Netflix Hemlock Grove című sorozatában.

## Magánélete
Alida Morberg színésznővel él párkapcsolatban. 2018 októberében született meg a kislányuk.

## Filmográfia

### Film
| Év   | Magyar cím                     | Eredeti cím                      | Szerep                   | Magyar hang    |
| ---- | ------------------------------ | -------------------------------- | ------------------------ | -------------- |
| 2000 |                                | White Water Fury                 | Klasse                   |                |
| 2008 |                                | Arn – The Kingdom at Road's Ends | Erik Knutsson            |                |
| 2009 |                                | Kenny Begins                     | Pontus                   |                |
| 2010 | Az utolsó vakáció              | Behind Blue Skies                | Martin                   | Előd Botond    |
| 2010 | Csajvadászat                   | Simple Simon                     | Simon                    | Czető Roland   |
| 2011 | Titkok a családban             | Simon & the Oaks                 | Simon Larsson            |                |
| 2011 | Koronaékszerek                 | The Crown Jewels                 | Richard Persson          | Fehér Tibor    |
| 2012 | Anna Karenina                  | Anna Karenina                    | Machouten kapitány       |                |
| 2013 | Victoria                       | Victoria                         | Otto                     |                |
| 2016 | A beavatott-sorozat: A hűséges | The Divergent Series: Allegiant  | Matthew                  | Borbíró András |
| 2017 | Az                             | It                               | Az / Pennywise           | Borbíró András |
| 2017 | Atomszőke                      | Atomic Blonde                    | Merkel                   | Borbíró András |
| 2018 | Gyilkos nemzedék               | Assassination Nation             | Merk                     | Borbíró András |
| 2018 | Deadpool 2.                    | Deadpool 2                       | Axel Cluney / Zeitgeist  | Szatory Dávid  |
| 2019 | Gazfickók                      | Villains                         | Mickey                   | Gacsal Ádám    |
| 2019 | Az – Második fejezet           | It: Chapter Two                  | Az / Pennywise           | Borbíró András |
| 2020 | Kilenc nap                     | Nine Days                        | Kane                     |                |
| 2020 | Mindig az ördöggel             | The Devil All the Time           | Willard Russell          | Borbíró András |
| 2021 | A meztelen egyediség           | Naked Singularity                | Dane                     | Borbíró András |
| 2021 | Örökkévalók                    | Eternals                         | Kro (hangja)             | Pataki Ferenc  |
| 2022 | Barbár                         | Barbarian                        | Keith Toshko             | Szatory Dávid  |
| 2023 | John Wick: 4. felvonás         | John Wick: Chapter 4             | Vincent de Gramont márki | Előd Álmos     |
| 2023 | John Wick: 4. felvonás         | John Wick: Chapter 4             | Vincent de Gramont márki | Szatory Dávid  |
| 2023 | Kinyírni a világot             | Boy Kills World                  | fiú                      | nem szólal meg |
| 2024 | A holló                        | The Crow                         | Eric Draven / A Holló    | Előd Álmos     |
| 2024 | Nosferatu                      | Nosferatu                        | Orlok gróf               | Papp Dániel    |

Rövidfilmek
- 2007: Spending the Night –  Victor
- 2008: Pigan brinner! – Tonårs-Nosferatu
- 2016: A Stone Appears – férfi
- 2017: Alteration – Alejandro
- 2017: Do You Like the Taste of Beer – férfi

### Televízió

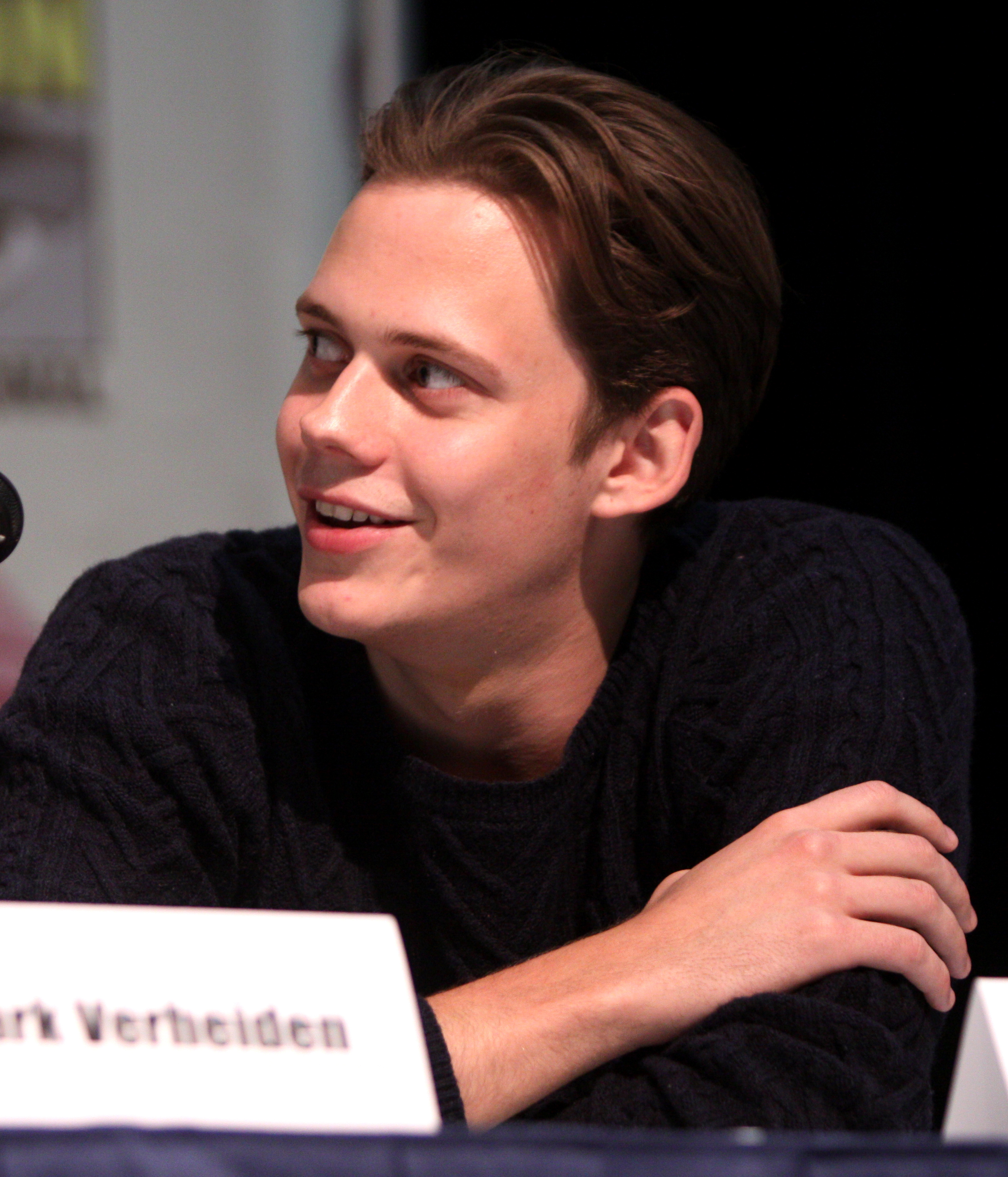
2013-ban

| Év        | Cím              | Szerep                | Megjegyzések                                        |
| --------- | ---------------- | --------------------- | --------------------------------------------------- |
| 2002      | Pappa polis      | Tony                  | minisorozat (2 epizód)                              |
| 2009      | Livet i Fagervik | Mårten                | 1 epizód                                            |
| 2013–2015 | Hemlock Grove    | Roman Godfrey         | főszereplő (33 epizód)                              |
| 2018–2019 | Castle Rock      | Henry Deaver / Kölyök | - főszereplő (1. évad) - magyar hangja Varju Kálmán |
| 2018–2019 | Castle Rock      | Az Angyal             | vendégszereplő (2. évad)                            |
| 2020      | Soulmates        | Mateo                 | 1 epizód                                            |
| 2022      | Clark            | Clark Olofsson        | - főszereplő - magyar hangja: - Gacsal Ádám         |